# Interglossa
Interglossa (ISO 639-3: igs) es una lengua auxiliar internacional diseñada por el científico Lancelot Hogben durante la Segunda Guerra Mundial. Esta lengua utilizaba el léxico internacional de las ciencias y tecnologías, principalmente términos de origen griego y latín, con la gramática simple propia de una lengua aislante. Interglossa fue publicada en 1943 como un simple borrador (a draft of an auxiliary). Hogben aplicó principios semánticos para seleccionar un vocabulario reducido de 880 palabras que en principio bastarían para la conversación básica entre pueblos de diferente nacionalidad. Aunque este número era ampliable.

## Historia
En 1943 Hogben publicó Interglossa: A draft of an auxiliary for a democratic world order (Interglossa: Un esbozo de una lengua auxiliar para un orden mundial democrático). El profesor Hogben había observado la dificultad de los estudiantes para memorizar términos de biología debido al desconocimiento de la etimología, y se acostumbró a indicar las principales raíces greco-latinas mediante ejemplos de valor mnemotécnico. Así fue como empezó a recopilar un vocabulario universal formado per raíces latinas y griegas. Ya durante la Segunda Guerra Mundial en Birmingham, Hogben desarrolló unas pautas de sintaxis y completó el esbozo de una nueva lengua auxiliar basada especialmente en el léxico de la ciencia moderna:

Because natural science is the only existing form of human co-operation on a planetary scale, men of science, who have to turn to journals published in many languages for necessary information, are acutely aware that the babel of tongues is a social problem of the first magnitude. Men of science, more than others, have at their finger-tips an international vocabulary which is already in existence (...)
[Traducción: ] Ya que la ciencia natural es la única forma existente de cooperación humana a escala planetaria, los hombres de ciencia, que tienen que acudir a revistas publicadas en muchas lenguas para información necesaria, son agudamente conscientes de que la babel de lenguas es un problema social de primera magnitud. Los hombres de ciencia, más que otros, tienen en sus dedos un vocabulario internacional que ya existe (...)
Hogben (1943, p. 7)

Finalmente Hogben se convenció de que una nueva lengua auxiliar, basada en el lenguaje internacional de la ciencia, resultaba más necesaria que nunca, y se decidió a publicar su propuesta, insistiendo en que se trataba de un simple borrador:

A good enough reason for publishing this draft is that the post-war world may be ripe, as never before, for recognition of need for a remedy which so many others have sought. When need becomes articulate, it will be relatively simple for an international committee to draw (...). (...) the author modestly consigns this first draft in the hope that readers will make suggestions and offer constructive criticisms as a basis for something better. It is not a primer for the beginner. Were it so, the arrangement would be totally different (...) to win the confidence of the beginner.
[Traducción: ] Una buena razón para publicar este esbozo es que el mundo de posguerra puede estar maduro, como nunca antes, para reconocer la necesidad de un remedio que tantos otros han buscado. Cuando la necesidad esté articulada, será relativamente simple de realizar por un comité internacional (...).
(...) el autor modestamente consigna este primer esbozo en la esperanza de que los lectores harán sugerencias y ofrecerán críticas constructivas como base para algo mejor. Esto no es un manual para el principiante.  Si lo fuera, el arreglo sería totalmente diferente (...) para captar la confianza del principiante.
Hogben (1943, p. 7)

Interglossa puede considerarse como el esbozo de su descendiente, la lengua auxiliar Glosa, que reformó y expandió el léxico de Interglossa.

## Alfabeto
Interglossa básicamente utiliza el alfabeto latino moderno de 26 letras.
| Letras mayúsculas |   |   |   |   |   |   |   |   |   |   |   |   |   |   |   |   |   |   |   |   |   |   |   |   |   |
| A                 | B | C | D | E | F | G | H | I | J | K | L | M | N | O | P | Q | R | S | T | U | V | W | X | Y | Z |
| Minúsculas        |   |   |   |   |   |   |   |   |   |   |   |   |   |   |   |   |   |   |   |   |   |   |   |   |   |
| a                 | b | c | d | e | f | g | h | i | j | k | l | m | n | o | p | q | r | s | t | u | v | w | x | y | z |

## Fonética
El valor fonético de las letras generalmente coincide con los valores característicos del alfabeto fonético internacional, con las siguientes excepciones:
y equivale a /i/.
c y q equivalen a /k/.
ph, th, ch, rh, equivalen respectivamente a /f/, /t/, /k/, /r/.
x en posición inicial equivale a /z/; si no, /ks/.
En las siguientes combinaciones iniciales, la primera de las dos consonantes es muda: ct-, gn-, mn-, pn-, ps-, pt-.

These rules admit of no inconsistencies. The inconvenience of having a few anomalies which go into a dozen lines of print is far less than the disadvantage which would result from mutilating roots beyond visual recognition.
[Traducción: ] Estas reglas no admiten inconsistencias. El inconveniente de tener unas pocas anomalías que van en una docena de líneas, es mucho menor que la desventaja que resultaría de mutilar raíces más allá del reconocimiento visual.
Hogben (1943, p. 30)

Generalmente el acento va en la penúltima sílaba, p.ej. billEta (billete), nEsia (isla). En palabras terminadas con dos vocales (-io, -ia, etc.), éstas formarían diptongo. Aunque Hogben mantiene el hiato al afirmar que en nEsia el acento va en la antepenúltima sílaba (nE-si-a).

## Partes del discurso
Una clasificación de partes del discurso relevante para una lengua aislante, no seguiría las categorías propias del sistema flexional indo-europeo. Los vocablos de Interglossa pueden ser clasificados según su función en lo que Hogben llama el “paisaje de frase” (“sentence-landscape”) (p. 32-3):
- Substantivos (ítems n.º 483 al 860; y n.º 874 al 880; adicionalmente n.º 881 al 954): Nombres de cosas concretas. Cualquiera de ellos puede actuar como adjetivo, como ya sucede en inglés. Ejemplos (del texto de muestra de abajo): crati (gobierno), geo (tierra), pani (pan), parenta (progenitor), urani (cielo).
  - Partes del Cuerpo (n.º 483 al 550)
  - Zoología y Botánica (n.º 551 al 630)
  - Nombres geográficos (n.º 631 al 668)
  - Comida, Vestido y Muebles (n.º 669 al 702)
  - Arquitectura; Formas y Unidades (n.º 703 al 732)
  - Instrumentos (n.º 733 al 783)
  - Substancias y Artículos Manufacturados (excluyendo Comida y Vestido) (n.º 784 al 808)
  - Asuntos Humanos (n.º 809 al 860)
- Hay una serie de substantivos genéricos (n.º 47 al 60) usados en compuestos. Ejemplos: -pe [de persona], dirigo-pe (conductor, piloto), tene-pe (guardián), pan-pe (todos).
- “Amplificadores” (n.º 141 al 462; y n.º 862 al 873): Cualidades abstractas, que pueden actuar como adjetivos, nombres, o adverbios. Ejemplos: accido (suceso, real, -idad, etc.), demo (pueblo), dirigo / controlo (dirección, control, etc.), dyno (potente, -encia, etc.), eu (bueno, bondad, bien, etc.), famo (reputación, fama), eu-famo (buena fama, gloria, etc.), libero (libre, libertad), malo (malo, maldad), nomino (nombre), offero (oferta), pardo (perdón), revero (reverente, -encia).
  - Algunos actúan especialmente como partículas de espacio o tiempo (n.º 61 al 101). Ejemplos: a/ad (a, hacia, etc.), apo (hacia fuera, etc.), di (día, a diario, a (día...), etc.), epi (en, encima de), in (en, dentro de, etc.), tem (tiempo, mientras, etc.).
  - Algunos de estos amplificadores actúan también como partículas asociativas (n.º 102 al 128), como preposiciones y/o conjunciones. Ejemplos: causo (causa, porque, etc.), de (de, en relación con, etc.), harmono (harmonía, de acuerdo con, etc.), hetero (diferente, a diferencia de, etc.), homo (similar, -mente, como, etc.), metro (medida, en la medida en que, etc.), plus (suma, adicional, además, y, etc.), tendo (objetivo, para, etc.).
  - Algunos actúan como verbos auxiliares (n.º 129 al 140). Ejemplo: volo (voluntad, deseo, querer, “querría”).
- “Verboides” (n.º 463 al 482): Nombres de procesos y estados esenciales. Ejemplos: acte (hacer, actuar, etc.), date (dar, etc.), dicte (decir, expresar, etc.), gene (volverse, empezar a ser, etc.), habe (tener, etc.), tene (mantener, etc.). Estos verboides pueden no actuar como verbos, p.ej.: u malo acte (una mala acción, pecado).
  - Pueden formar combinaciones típicas con amplificadores. Ejemplos: acte dirigo (dirigir, controlar, etc.), acte malo (hacer el mal, pecar), acte pardo (perdonar), date libero (dar libertad, liberar), dicte petitio (decir una petición, pedir), dicte volo (expresar un deseo, querer, etc.), habe accido (tener lugar, suceder, etc.).
- Pronombres (n.º 1 al 11, “Pseudonyms” en el original inglés): Funcionan como pronombres o equivalentes de nombres y sus correspondientes adjetivos. Ejemplos: na (nosotros, nuestro), mu (ellos, su, etc. (multitud)), su (que... (pronombre relativo como sujeto)), tu (tu).
- Partículas interrogativas, imperativas, negativas y comparativas (n.º 41 al 46), dos de las cuales permiten formular preguntas, peticiones o mandatos, sin desviarse del patrón verbal invariante. Ejemplos: no/non (no), peti (petición). Mientras peti es una fórmula abreviada para expresar un imperativo cortés (polite imperative en palabras de Hogben), dicte petitio sería la expresión íntegra.
  - En el texto de muestra de abajo, la expresión dicte volo puede denotar el modo subjuntivo: Na dicte volo; tu Nomino gene revero, significaría: [que] santificado sea tu Nombre.
- Artículos (n.º 12 al 40): Numerales y otras palabras que tienen la función de expresar pluralidad etc. en relación con nombres (cuyas formas singular y plural no varían). Ejemplos: pan (todo -os -a -as), plu (algunos -as, unos -as cuantos -as, los -as), u/un (un -a, algún -a, el, la).

## “Paisaje de frase”
Un lenguaje libre de flexión gramatical puede facilitar su comprensión mediante dos tipos de señales presentes en el “paisaje de frase” (“sentence-landscape”): los artículos (recién citados), y los terminales (esto es, vocales finales):
- Los substantivos terminan en -a o -i. (Excepciones: geo, cardo, acu, occlu, bureau, computo).
- Los “amplificadores” (cualidades abstractas) terminan en -o. (Excepciones: anni, di, hora, post, pre, tem, ad, contra, epi, ex, extra, in, inter, para, littora, peri, tele, trans, anti, de, minus, per, plus, syn, vice).
- Los “verboides” terminan en -e.
- Los pronombres, en cambio, no terminan en una vocal particular: mi, tu, na, an[dro], fe[mina], re, pe[rsona], mu[lti], auto, recipro, su[bjectum].

Hogben prefiere tener este número de excepciones en lugar de la desventaja de mutilar una raíz internacional familiar o alargar indebidamente una palabra. (p. 37)

## Sintaxis
Interglossa es un idioma puramente aislante como el chino, independiente de sufijos, tanto de flexión verbal como de derivación nominal, aunque se utiliza una especie de palabras compuestas cuyo segundo componente es un monosílabo. Como en chino (y en inglés), los nombres compuestos son esenciales. Según Hogben, éstos resultan auto-explícitos cuando se tiene en cuenta su contexto de uso común. (p. 21)
Interglossa provee una gramática mínima con una serie de reglas sintácticas claramente definidas, aunque diferentes de la gramática usual de las lenguas flexionales-aglutinantes como las indo-europeas:

Inevitably, we find our-selves gravitating away from the grammatical pattern of the Aryan [Indo-European] family to a more universal idiom with features common to Chinese. The result is that learning a language so designed is a lively training in clear thinking of a kind which anyone can usefully undertake.  In fact, the grammar of Interglossa, as is largely true of Basic English, is semantics.
[Traducción:] Inevitablemente, nos encontramos gravitando afuera del patrón gramatical de la familia aria [indo-europea] hacia un idioma más universal con rasgos comunes al chino. El resultado es que aprender un lenguaje así diseñado es un entrenamiento vital en pensamiento claro, de una clase que cualquiera puede emprender útilmente. De hecho, la gramática de Interglossa, como lo es principalmente la de Basic English, es semántica.
Hogben (1943, p. 24)

## Léxico
A diferencia de otras lenguas auxiliares, Hogben tiende a adoptar las palabras internacionales del griego, en vista de la intensa infiltración de raíces griegas en la vida cuotidiana, provenientes de las ciencias y tecnologías modernas (por ejemplo: microbio, micrófono, teléfono, etc.) (p. 30)
Aun así, gran parte del léxico es de origen latín. El propio término Inter-glossa es de origen mixto. A veces, Hogben duda entre el griego y el latín, y propone pares de sinónimos equivalentes (p.ej. hypo y infra, soma y corpora), para que una eventual comisión internacional determine cuál de las dos opciones sería más adecuada.

Mass observation on the basis of questionnaires sent out to different groups of people of different nationalities would settle which words in each pigeon-hole are entitled to first-rank.
[Traducción: ] La observación masiva sobre la base de cuestionarios enviados a diferentes grupos de población de diferentes nacionalidades, establecería qué palabras adquieren el rango de variante preferente para cada concepto.
Hogben (1943, pp.15-16)

En 1943 Hogben anunciaba la preparación de un volumen adicional, A short English-Interglossa Dictionary. Parece que este volumen no llegó a publicarse. El manuscrito se conserva entre los papeles de Hogben en la Universidad de Birmingham.

## Texto de muestra
Lo siguiente es el Padre nuestro en Interglossa, titulado por Hogben "U Petitio de Christi" (Petición de Cristo) (p.242):
| Versión en Interglossa: | Texto en griego: | Versión en castellano (con doxología final): |
| Na Parenta in Urani: Na dicte volo; tu Nomino gene revero; plus tu Crati habe accido; plus u Demo acte harmono tu Tendo epi Geo homo in Urani; Na dicte petitio: Tu date plu di Pani a Na; plus Tu acte pardo plu malo Acte de Na; metro Na acte pardo Mu; Su acte malo de Na. Peti Tu non acte dirigo Na a plu malo Offero; Hetero, Tu date libero Na apo Malo. Causo Tu tene u Crati plus u Dyno plus un eu Famo pan Tem. Amen. | Πάτερ ημών ο εν τοις ουρανοίς, αγιασθήτω το όνομά Σου, ελθέτω η Βασιλεία σου, γενηθήτω το θέλημά σου ως εν ουρανώ και επί της γης. Τον άρτον ημών τον επιούσιον δος ημίν σήμερον, και άφες ημίν τα οφειλήματα ημών, ως και ημείς αφίεμεν τοις οφειλέταις ημών. Και μη εισενέγκης ημάς εις πειρασμόν, αλλά ρύσαι ημάς από του πονηρού. Ότι σου εστί η βασιλεία και η δύναμις και η δόξα εις τους αιώνας. Αμήν. | Padre nuestro, que estás en el cielo, santificado sea tu Nombre; venga a nosotros tu reino; hágase tu voluntad, en la tierra como en el cielo. Danos hoy nuestro pan de cada día; perdona nuestras ofensas, como también nosotros perdonamos a los que nos ofenden; no nos dejes caer en la tentación, y líbranos del mal. Tuyo es el reino, el poder y la gloria, por siempre Señor. Amén. |

## Léxico completo
Hogben presenta una lista numerada de 880 palabras con pistas etimológicas (pp. 256-82). Algunos de los ítems (unos 100) son pares de sinónimos, por ejemplo dirigo / controlo. (ítem n.º 185).

Hogben también presenta una lista adicional de 74 palabras internacionales, así que de hecho habría un léxico de 954.

Hogben presenta finalmente una lista alfabética (pp. 249-56), que desgraciadamente tiene frecuentes errores en el número de ítem (aquí corregidos).
Las sílabas en negrita son "substantivos genéricos", usados en palabras compuestas.
| Ítem no. | Word         |
| -------- | ------------ |
| 483      | abdomini     |
| 551      | acantha      |
| 141      | accido       |
| 784      | acidi        |
| 463      | acouste      |
| 142      | acro         |
| 464      | acte         |
| 143      | activo       |
| 733      | acu          |
| 144      | acuto        |
| 076      | a(d)         |
| 180      | adapto       |
| 145      | adhesio      |
| 146      | aero         |
| 147      | aetio        |
| 809      | agenda       |
| 455      | aggresso     |
| 631      | agri         |
| 148      | algo         |
| 149      | alieno       |
| 102      | allo         |
| 633      | alluvia      |
| 150      | alto         |
| 151      | amico        |
| 703      | amorphi      |
| 669      | ampulla      |
| 552      | amygda       |
| 670      | amyla        |
| 004      | an           |
| 553      | ana          |
| 152      | anemo        |
| 175      | angio        |
| 061      | anni         |
| 554      | anseri       |
| 077      | antero       |
| 785      | anthraci     |
| 103      | anti         |
| 810      | anthropi     |
| 556      | api          |
| 078      | apo          |
| 734      | ara          |
| 274      | arbitro      |
| 153      | archo        |
| 786      | argenta      |
| 811      | arma         |
| 329      | aromo        |
| 154      | arrogo       |
| 484      | arthri       |
| 812      | arti         |
| 735      | artilleri    |
| 669      | asci         |
| 556      | asini        |
| 772      | aspi         |
| 155      | assuro       |
| 633      | astra        |
| 634      | asyla        |
| 704      | atria        |
| 156      | attendo      |
| 334      | attitudo     |
| 463      | audie        |
| 787      | aura         |
| 153      | authorito    |
| 009      | auto         |
| 557      | avi          |
| 736      | axi          |
| 737      | baci         |
| 635      | baia         |
| 705      | balconi      |
| 465      | balle        |
| 813      | banca        |
| 157      | baro         |
| 158      | baso         |
| 159      | batho        |
| 028      | bi           |
| 814      | bibli        |
| 160      | bibo         |
| 815      | billeta      |
| 161      | bio          |
| 738      | blada        |
| 162      | blasto       |
| 739      | bomba        |
| 079      | boreo        |
| 558      | bovi         |
| 485      | brachi       |
| 163      | bronto       |
| 558      | brya         |
| 486      | bucca        |
| 560      | bulba        |
| 816      | bureau       |
| 671      | bursa        |
| 672      | butyri       |
| 673      | caca         |
| 674      | cafa         |
| 487      | calca        |
| 196      | callo        |
| 675      | calyci       |
| 861      | cambio       |
| 561      | cameli       |
| 047      | cameri       |
| 676      | campani      |
| 562      | canabi       |
| 636      | canali       |
| 563      | canceri      |
| 564      | cani         |
| 488      | cantha       |
| 164      | canto        |
| 460      | capacito     |
| 546      | capilla      |
| 817      | capitali     |
| 818      | capitula     |
| 819      | capsa        |
| 165      | captivo      |
| 788      | carba        |
| 489      | cardia       |
| 740      | cardo        |
| 565      | cari         |
| 682      | carni        |
| 566      | carpa        |
| 490      | carpi        |
| 637      | carta        |
| 874      | cartoni      |
| 617      | casea        |
| 166      | catalyso     |
| 741      | catena       |
| 548      | cauda        |
| 567      | caula        |
| 104      | causo        |
| 167      | cavito       |
| 168      | celebro      |
| 169      | celero       |
| 037      | centi        |
| 706      | centra       |
| 491      | cephali      |
| 707      | cera         |
| 492      | cerebra      |
| 168      | ceremonio    |
| 170      | certifo      |
| 155      | certo        |
| 568      | cervi        |
| 492      | cervica      |
| 862      | charito      |
| 494      | chiri        |
| 171      | chloro       |
| 678      | choani       |
| 172      | cholo        |
| 495      | chondra      |
| 173      | choro        |
| 820      | christi      |
| 174      | chromo       |
| 062      | chron        |
| 569      | chyma        |
| 863      | cido         |
| 789      | cigara       |
| 790      | cigaretta    |
| 570      | citra        |
| 821      | classi       |
| 175      | claustro     |
| 742      | clavi        |
| 743      | cleidi       |
| 105      | cleisto      |
| 176      | clepto       |
| 638      | clima        |
| 679      | clinica      |
| 177      | clino        |
| 571      | cochlea      |
| 572      | cocoa        |
| 167      | coelo        |
| 178      | cogito       |
| 179      | coito        |
| 744      | colea        |
| 791      | colla        |
| 822      | coloni       |
| 708      | columni      |
| 180      | comico       |
| 823      | commisari    |
| 824      | commita      |
| 181      | communo      |
| 825      | compani      |
| 106      | comparo      |
| 182      | competo      |
| 839      | computo      |
| 864      | concessio    |
| 530      | concha       |
| 107      | conditio     |
| 680      | confecti     |
| 183      | confessio    |
| 871      | confusio     |
| 108      | congruo      |
| 709      | coni         |
| 573      | coniferi     |
| 184      | consolo      |
| 639      | continenti   |
| 080      | contra       |
| 185      | controlo     |
| 745      | copa         |
| 505      | copra        |
| 746      | copula       |
| 514      | cornua       |
| 681      | corona       |
| 541      | corpora      |
| 875      | corpuscula   |
| 747      | coryna       |
| 640      | cosmi        |
| 496      | costa        |
| 534      | coxa         |
| 497      | crania       |
| 826      | crati        |
| 682      | crea         |
| 186      | credito      |
| 187      | credo        |
| 792      | creta        |
| 188      | critico      |
| 710      | cruci        |
| 189      | cryo         |
| 190      | crypto       |
| 793      | crystali     |
| 748      | cteni        |
| 711      | cuba         |
| 574      | cucurbi      |
| 191      | culino       |
| 192      | culto        |
| 794      | cupra        |
| 193      | curo         |
| 206      | curso        |
| 194      | curvo        |
| 195      | cyano        |
| 712      | cycli        |
| 575      | cygni        |
| 713      | cylindri     |
| 498      | cysti        |
| 499      | cyti         |
| 500      | dactyli      |
| 827      | data         |
| 466      | date         |
| 109      | de           |
| 129      | debito       |
| 036      | deca         |
| 196      | decoro       |
| 197      | defecto      |
| 198      | demo         |
| 199      | demonstro    |
| 576      | dendra       |
| 501      | denti        |
| 749      | dentili      |
| 501      | dermi        |
| 641      | deserta      |
| 200      | desicco      |
| 467      | detecte      |
| 642      | detriti      |
| 081      | dextro       |
| 063      | di           |
| 468      | dicte        |
| 353      | dieto        |
| 865      | diffusio     |
| 110      | digito       |
| 297      | diluto       |
| 185      | dirigo       |
| 750      | disca        |
| 828      | discipuli    |
| 201      | disputo      |
| 202      | dissipo      |
| 203      | divino       |
| 204      | diviso       |
| 048      | domi         |
| 097      | dorsi        |
| 205      | dramo        |
| 206      | dromo        |
| 207      | duco         |
| 064      | duro         |
| 208      | dyno         |
| 551      | echini       |
| 209      | eco          |
| 084      | ecto         |
| 751      | elasti       |
| 210      | electio      |
| 211      | electro      |
| 212      | elemento     |
| 577      | elepha       |
| 503      | entera       |
| 065      | eo           |
| 082      | epi          |
| 213      | equatio      |
| 469      | eque         |
| 578      | equi         |
| 214      | ergo         |
| 518      | eri          |
| 215      | erro         |
| 216      | erythro      |
| 130      | espero       |
| 217      | espio        |
| 470      | esthe        |
| 158      | evido        |
| 218      | eu           |
| 083      | e(x)         |
| 219      | examino      |
| 220      | excesso      |
| 221      | expecto      |
| 219      | experimento  |
| 222      | experto      |
| 163      | explosio     |
| 084      | extra        |
| 579      | faba         |
| 223      | fabrico      |
| 504      | facia        |
| 224      | facilo       |
| 471      | facte        |
| 752      | falci        |
| 829      | famili       |
| 225      | famo         |
| 315      | fantaso      |
| 643      | farina       |
| 049      | fascio       |
| 226      | fatigo       |
| 005      | fe           |
| 505      | feci         |
| 580      | feli         |
| 714      | fenestra     |
| 227      | fero         |
| 795      | ferra        |
| 228      | fertilo      |
| 050      | fi           |
| 622      | fici         |
| 830      | fili         |
| 581      | filici       |
| 229      | fino         |
| 230      | fisco        |
| 231      | fissuro      |
| 232      | fixo         |
| 233      | flagello     |
| 234      | flavoro      |
| 866      | flexio       |
| 582      | flora        |
| 644      | fonta        |
| 867      | foramino     |
| 715      | forma        |
| 583      | formici      |
| 831      | formula      |
| 235      | forto        |
| 236      | fortuno      |
| 716      | fossa        |
| 237      | fracto       |
| 238      | frequo       |
| 239      | frictio      |
| 240      | frigo        |
| 241      | frustro      |
| 242      | fugo         |
| 243      | fumo         |
| 111      | functio      |
| 753      | furca        |
| 584      | galli        |
| 244      | gameo        |
| 796      | gasi         |
| 506      | gastri       |
| 832      | gazeta       |
| 472      | ge           |
| 162      | gemmo        |
| 473      | gene         |
| 245      | geneto       |
| 018      | geno         |
| 683      | geli         |
| 645      | geo          |
| 876      | glacia       |
| 754      | gladi        |
| 507      | glandi       |
| 246      | glauco       |
| 508      | glena        |
| 509      | glossa       |
| 247      | gluco        |
| 585      | gluma        |
| 510      | glútea       |
| 664      | glypha       |
| 511      | gnatha       |
| 248      | gono         |
| 586      | gossypi      |
| 249      | grado        |
| 716      | grami        |
| 587      | gramini      |
| 833      | gramma       |
| 250      | grapho       |
| 251      | gratio       |
| 252      | gravito      |
| 253      | gravo        |
| 254      | grego        |
| 834      | gyna         |
| 255      | gyro         |
| 474      | habe         |
| 512      | haema        |
| 256      | hagio        |
| 797      | hali         |
| 212      | haplo        |
| 588      | harengi      |
| 112      | harmono      |
| 131      | hedo         |
| 207      | hegemo       |
| 646      | heli         |
| 755      | helica       |
| 257      | helico       |
| 626      | helminthi    |
| 258      | helo         |
| 040      | hemi         |
| 513      | hepa         |
| 033      | hepta        |
| 066      | hespero      |
| 259      | hetero       |
| 032      | hexa         |
| 260      | historo      |
| 021      | holo         |
| 589      | homari       |
| 590      | homini       |
| 113      | homo         |
| 067      | hora         |
| 591      | hordea       |
| 261      | horizo       |
| 647      | horti        |
| 262      | humano       |
| 263      | hydro        |
| 085      | hypo         |
| 178      | ideo         |
| 868      | idio         |
| 264      | immuno       |
| 265      | impacto      |
| 836      | imperia      |
| 266      | impero       |
| 086      | in           |
| 756      | inci         |
| 110      | indico       |
| 837      | industri     |
| 835      | infanti      |
| 267      | inflatio     |
| 085      | infra        |
| 268      | inhibito     |
| 051      | instrumenti  |
| 269      | insuro       |
| 087      | inter        |
| 270      | investo      |
| 271      | iodeo        |
| 172      | iro          |
| 044      | iso          |
| 272      | itero        |
| 273      | itinero      |
| 832      | journali     |
| 274      | judico       |
| 275      | juro         |
| 514      | kerati       |
| 038      | kilo         |
| 475      | kine         |
| 515      | labi         |
| 516      | lacrima      |
| 517      | lacti        |
| 088      | laevo        |
| 757      | lamina       |
| 717      | lampa        |
| 518      | lana         |
| 758      | lancea       |
| 276      | lapso        |
| 089      | latero       |
| 592      | latici       |
| 396      | latrio       |
| 277      | laudo        |
| 278      | lavo         |
| 279      | lecto        |
| 280      | lego         |
| 593      | legumi       |
| 594      | lepi         |
| 519      | lepidi       |
| 281      | leuco        |
| 331      | liabilo      |
| 282      | liberalo     |
| 283      | libero       |
| 284      | libido       |
| 285      | ligato       |
| 286      | limito       |
| 648      | limni        |
| 595      | lina         |
| 287      | lineo        |
| 520      | lipi         |
| 288      | liquo        |
| 052      | lithi        |
| 718      | litri        |
| 090      | littora      |
| 053      | loco         |
| 289      | logo         |
| 290      | longo        |
| 521      | lophi        |
| 166      | lubrico      |
| 878      | luciferi     |
| 291      | luco         |
| 649      | luna         |
| 596      | lupi         |
| 292      | luteo        |
| 759      | lyra         |
| 293      | lyso         |
| 760      | machina      |
| 294      | magico       |
| 295      | magneto      |
| 045      | major        |
| 761      | mallea       |
| 296      | malo         |
| 297      | mano         |
| 798      | margara      |
| 650      | mari         |
| 684      | marsupia     |
| 869      | massago      |
| 298      | masso        |
| 054      | materia      |
| 299      | maturo       |
| 055      | mechani      |
| 022      | mega         |
| 300      | melano       |
| 308      | memo         |
| 068      | mensi        |
| 301      | merco        |
| 091      | meridio      |
| 019      | mero         |
| 092      | meso         |
| 799      | metali       |
| 638      | meteori      |
| 302      | methodo      |
| 719      | metri        |
| 114      | metro        |
| 001      | mi           |
| 023      | micro        |
| 303      | milito       |
| 039      | million      |
| 762      | mimi         |
| 651      | mina         |
| 069      | mini         |
| 304      | ministro     |
| 046      | minor        |
| 115      | minus        |
| 305      | miro         |
| 306      | miso         |
| 763      | missili      |
| 685      | mitra        |
| 307      | mixo         |
| 308      | mnemo        |
| 056      | mobili       |
| 309      | monito       |
| 027      | mono         |
| 652      | monti        |
| 310      | mordo        |
| 132      | moro         |
| 311      | morpho       |
| 312      | morto        |
| 476      | mote         |
| 008      | mu           |
| 653      | muci         |
| 720      | mura         |
| 597      | muri         |
| 838      | musea        |
| 313      | musico       |
| 314      | muto         |
| 539      | mya          |
| 039      | myria        |
| 315      | mytho        |
| 003      | na           |
| 316      | narco        |
| 522      | nari         |
| 523      | nasa         |
| 317      | natio        |
| 318      | nato         |
| 764      | navi         |
| 655      | nebuli       |
| 319      | necro        |
| 133      | necesso      |
| 870      | necto        |
| 320      | negotio      |
| 321      | neo          |
| 656      | nepheli      |
| 524      | nephri       |
| 655      | nesia        |
| 525      | neura        |
| 623      | nicoti       |
| 070      | nocti        |
| 322      | nocuo        |
| 323      | nomino       |
| 324      | nomo         |
| 043      | no(n)        |
| 035      | nonnea       |
| 325      | normo        |
| 839      | nota         |
| 326      | nullo        |
| 327      | numero       |
| 071      | nu(n)        |
| 328      | occasio      |
| 093      | occidento    |
| 765      | occlu        |
| 657      | oceani       |
| 034      | octa         |
| 526      | oculi        |
| 329      | odoro        |
| 527      | oesophagi    |
| 330      | offero       |
| 686      | olea         |
| 014      | oligo        |
| 331      | onero        |
| 332      | oppresso     |
| 528      | ora          |
| 596      | orangi       |
| 333      | ordino       |
| 877      | organa       |
| 334      | orientatio   |
| 094      | oriento      |
| 335      | orno         |
| 336      | ortho        |
| 453      | oscillo      |
| 337      | ósculo       |
| 529      | ostea        |
| 530      | ostraca      |
| 531      | oti          |
| 532      | ova          |
| 721      | ovali        |
| 599      | ovi          |
| 338      | oxidatio     |
| 144      | oxyo         |
| 339      | pachyo       |
| 340      | paco         |
| 341      | paleo        |
| 699      | pallia       |
| 015      | pan          |
| 687      | pani         |
| 600      | panica       |
| 342      | papillo      |
| 800      | papyri       |
| 095      | para         |
| 343      | parallelo    |
| 344      | paralyso     |
| 345      | parasito     |
| 346      | pardo        |
| 840      | parenta      |
| 254      | partio       |
| 347      | patho        |
| 748      | pectini      |
| 348      | pecunio      |
| 533      | pedi         |
| 349      | pedio        |
| 766      | peleci       |
| 534      | pelvi        |
| 116      | pendo        |
| 350      | penito       |
| 767      | penna        |
| 351      | peno         |
| 031      | penta        |
| 117      | per          |
| 477      | perde        |
| 383      | perforato    |
| 096      | peri         |
| 134      | permito      |
| 871      | perplexo     |
| 332      | persecuto    |
| 601      | persica      |
| 007      | persona      |
| 041      | petitio      |
| 801      | petrolea     |
| 352      | phaeo        |
| 353      | phago        |
| 354      | phanero      |
| 135      | pheno        |
| 355      | philo        |
| 878      | phlogista    |
| 356      | phobo        |
| 602      | phoeni       |
| 357      | phono        |
| 358      | phoro        |
| 359      | photo        |
| 658      | phrea        |
| 360      | phreno       |
| 603      | phylla       |
| 361      | physio       |
| 604      | phyta        |
| 362      | picto        |
| 535      | pinna        |
| 605      | pisa         |
| 606      | pisci        |
| 768      | pista        |
| 688      | placa        |
| 363      | plano        |
| 802      | plasti       |
| 364      | plato        |
| 365      | pleno        |
| 366      | plico        |
| 013      | plu          |
| 803      | plumba       |
| 118      | plus         |
| 367      | pluto        |
| 368      | pluvio       |
| 369      | pneumo       |
| 536      | poda         |
| 841      | poeti        |
| 246      | polio        |
| 842      | politica     |
| 843      | polizi       |
| 016      | poly         |
| 607      | pomi         |
| 721      | ponti        |
| 722      | porta        |
| 136      | posso        |
| 072      | post         |
| 844      | posta        |
| 119      | postulo      |
| 659      | potami       |
| 608      | potati       |
| 137      | poto         |
| 370      | praxo        |
| 073      | pre          |
| 371      | premio       |
| 138      | preparo      |
| 723      | prisma       |
| 372      | privilegio   |
| 102      | pro          |
| 373      | producto     |
| 374      | profito      |
| 342      | projectio    |
| 845      | proletari    |
| 375      | promisso     |
| 846      | propaganda   |
| 376      | proposo      |
| 847      | propria      |
| 848      | prosa        |
| 724      | prosceni     |
| 377      | prospecto    |
| 378      | protesto     |
| 139      | proto        |
| 121      | proximi      |
| 609      | pruni        |
| 661      | psamma       |
| 379      | pseudo       |
| 537      | pteri        |
| 380      | publico      |
| 381      | pudo         |
| 538      | pulmoni      |
| 689      | pulvini      |
| 382      | puro         |
| 510      | pygea        |
| 383      | pylo         |
| 725      | pyrami       |
| 610      | pyri         |
| 384      | pyro         |
| 726      | quadra       |
| 385      | qualito      |
| 042      | questio      |
| 326      | quito        |
| 024      | quo          |
| 386      | radio        |
| 611      | rami         |
| 387      | rapo         |
| 388      | raso         |
| 389      | ratio        |
| 006      | re           |
| 478      | reacte       |
| 414      | recepto      |
| 727      | recessi      |
| 010      | recipro      |
| 390      | recto        |
| 391      | reflecto     |
| 849      | regi         |
| 392      | religio      |
| 524      | rena         |
| 850      | rentieri     |
| 393      | reparo       |
| 209      | resido       |
| 394      | residuo      |
| 395      | resisto      |
| 369      | respiro      |
| 396      | revero       |
| 769      | reti         |
| 097      | retro        |
| 612      | rhabdi       |
| 397      | rheo         |
| 613      | rhiza        |
| 398      | rhodo        |
| 399      | rigo         |
| 400      | riso         |
| 168      | rituo        |
| 770      | rota         |
| 051      | ru           |
| 401      | rugo         |
| 660      | rura         |
| 690      | sacari       |
| 671      | sacci        |
| 841      | sacramenta   |
| 256      | sacro        |
| 402      | sado         |
| 771      | sagitta      |
| 614      | salmi        |
| 403      | salto        |
| 404      | saluto       |
| 405      | sano         |
| 406      | sapio        |
| 804      | saponi       |
| 407      | sapro        |
| 539      | sarca        |
| 615      | sardini      |
| 025      | satio        |
| 728      | scala        |
| 540      | scapa        |
| 408      | schizo       |
| 409      | scholo       |
| 852      | scientia     |
| 410      | sclero       |
| 411      | scopo        |
| 772      | scuta        |
| 616      | secala       |
| 074      | seci         |
| 853      | secretari    |
| 412      | secto        |
| 691      | sedi         |
| 617      | selachi      |
| 413      | semao        |
| 414      | sensitivo    |
| 805      | sepia        |
| 440      | sepso        |
| 720      | septa        |
| 122      | sequo        |
| 415      | serio        |
| 258      | servo        |
| 773      | seta         |
| 416      | severo       |
| 854      | sibi         |
| 774      | signa        |
| 417      | significo    |
| 661      | sili         |
| 618      | simi         |
| 017      | singulo      |
| 418      | siphono      |
| 715      | skeleta      |
| 419      | societo      |
| 420      | solemno      |
| 428      | solido       |
| 020      | solo         |
| 421      | solutio      |
| 541      | soma         |
| 423      | somno        |
| 422      | sopho        |
| 423      | soporo       |
| 775      | spatula      |
| 424      | specio       |
| 662      | spectra      |
| 619      | sperma       |
| 776      | sphena       |
| 730      | sphera       |
| 879      | sphinctra    |
| 692      | spiriti      |
| 257      | spiro        |
| 425      | sporto       |
| 232      | stabilo      |
| 426      | stalagmo     |
| 806      | stanna       |
| 777      | stapi        |
| 427      | stato        |
| 520      | stea         |
| 428      | stereo       |
| 429      | stigmo       |
| 479      | stimule      |
| 528      | stoma        |
| 693      | strata       |
| 430      | strategico   |
| 011      | su           |
| 620      | suberi       |
| 542      | sudori       |
| 621      | sui          |
| 807      | sulphi       |
| 431      | summatio     |
| 694      | supa         |
| 098      | supero       |
| 622      | syca         |
| 432      | sympto       |
| 123      | syn          |
| 778      | syringi      |
| 433      | systemo      |
| 623      | tabaca       |
| 124      | tacto        |
| 388      | talo         |
| 695      | tapea        |
| 156      | tardo        |
| 543      | tarsi        |
| 779      | taxi         |
| 696      | tea          |
| 222      | techno       |
| 731      | tecti        |
| 099      | tele         |
| 855      | telefon      |
| 856      | telegram     |
| 075      | tem          |
| 126      | tendo        |
| 480      | tene         |
| 434      | tensio       |
| 140      | tentato      |
| 663      | terra        |
| 697      | testa        |
| 435      | testimonio   |
| 030      | tetra        |
| 057      | texti        |
| 305      | thaumo       |
| 698      | theca        |
| 544      | thela        |
| 857      | thema        |
| 436      | theo         |
| 437      | thermo       |
| 545      | thoraci      |
| 699      | toga         |
| 438      | tolero       |
| 624      | tomati       |
| 439      | tono         |
| 100      | topo         |
| 440      | toxo         |
| 481      | tracte       |
| 101      | trans        |
| 700      | trapeza      |
| 441      | traumo       |
| 749      | trepana      |
| 029      | tri          |
| 546      | tricha       |
| 625      | tritica      |
| 442      | tropo        |
| 002      | tu           |
| 732      | tubi         |
| 701      | tunica       |
| 664      | tunneli      |
| 443      | turbo        |
| 780      | tympana      |
| 444      | typo         |
| 099      | ultra        |
| 445      | umbro        |
| 012      | un           |
| 547      | ungua        |
| 446      | uniformo     |
| 447      | unio         |
| 880      | unita        |
| 858      | universita   |
| 872      | universo     |
| 548      | ura          |
| 665      | urani        |
| 666      | urba         |
| 549      | urini        |
| 550      | uteri        |
| 873      | utilo        |
| 448      | vacuo        |
| 781      | vagoni       |
| 667      | valli        |
| 449      | valo         |
| 859      | valuta       |
| 450      | vaporo       |
| 314      | vario        |
| 058      | vasa         |
| 782      | vecti        |
| 783      | vela         |
| 169      | veloco       |
| 451      | vendo        |
| 860      | verba        |
| 452      | verito       |
| 626      | vermi        |
| 126      | verso        |
| 627      | vespi        |
| 059      | vesto        |
| 668      | via          |
| 453      | vibro        |
| 127      | vice         |
| 454      | victo        |
| 544      | villi        |
| 702      | vini         |
| 455      | violo        |
| 456      | viro         |
| 482      | vise         |
| 457      | visito       |
| 628      | viti         |
| 808      | vitri        |
| 458      | vivo         |
| 459      | voco         |
| 128      | volo         |
| 460      | volumo       |
| 461      | vulno        |
| 629      | vulpi        |
| 292      | xantho       |
| 149      | xeno         |
| 026      | zero         |
| 630      | zoa          |
| 060      | zona         |
| 462      | zygo         |
| 881*     | acarina      |
| 882*     | alfalfa      |
| 883*     | alga         |
| 884*     | alkali       |
| 885*     | anguilla     |
| 886*     | anura        |
| 887*     | anus         |
| 888*     | araneida     |
| 889*     | area         |
| 890*     | arteria      |
| 891*     | avena        |
| 892*     | bacteria     |
| 893*     | banana       |
| 894*     | betula       |
| 895*     | branchia     |
| 896*     | brassica     |
| 897*     | camera       |
| 898*     | capra        |
| 899*     | carina       |
| 900*     | cetacea      |
| 901*     | chela        |
| 902*     | chelonia     |
| 903*     | coleoptera   |
| 904*     | corolla      |
| 905*     | coryza       |
| 906*     | crocodilia   |
| 907*     | diptera      |
| 908*     | dyspepsia    |
| 909*     | embryo       |
| 910*     | erica        |
| 911*     | fungi        |
| 912*     | gemini       |
| 913*     | inertia      |
| 914*     | insecta      |
| 915*     | lacertilia   |
| 916*     | lactuca      |
| 917*     | larva        |
| 918*     | lens         |
| 919*     | leo          |
| 920*     | lepidoptera  |
| 921*     | libra        |
| 922*     | mamma        |
| 923*     | manifesto    |
| 924*     | maxima       |
| 925*     | mica         |
| 926*     | minima       |
| 927*     | nausea       |
| 928*     | ophidia      |
| 929*     | oryza        |
| 930*     | ostrea       |
| 931*     | pediculina   |
| 932*     | pelecypoda   |
| 933*     | piano        |
| 934*     | picea        |
| 935*     | porifera     |
| 936*     | protesta     |
| 937*     | pterygia     |
| 938*     | pyrexia      |
| 939*     | reptilia     |
| 940*     | sago         |
| 941*     | saliva       |
| 942*     | scorpionida  |
| 943*     | sex          |
| 944*     | silica       |
| 945*     | siphanaptera |
| 946*     | soya         |
| 947*     | trachea      |
| 948*     | ursa         |
| 949*     | vena         |
| 950*     | vertebra     |
| 951*     | violin       |
| 952*     | virgo        |
| 953*     | viscera      |
| 954*     | zea          |